# Arab-félsziget
Az Arab-félsziget egy nagy kiterjedésű, Délnyugat-Ázsia és Afrika találkozásánál fekvő, zömmel sivatag borította földrajzi terület, a Közel-Kelet része, mely hatalmas kőolaj- és földgázkészleteinek köszönhetően nagy gazdasági és politikai jelentőségre tett szert a 20. században. Kulturális tekintetben elsősorban mint az iszlám szülőföldje ismert.

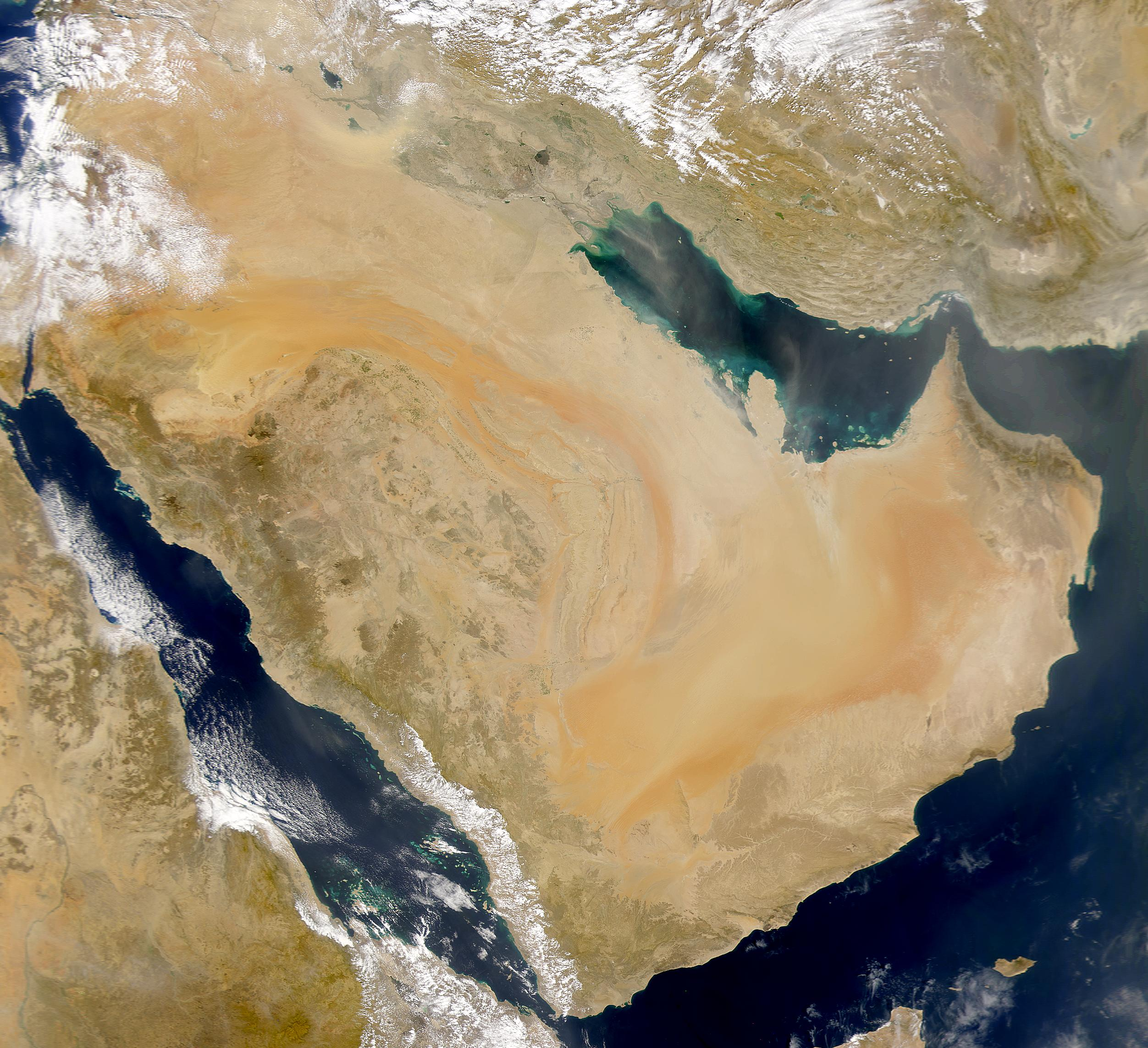
Az Arab-félsziget műholdfelvétele

## Földrajza

### Határai
Keleten a Perzsa-öböl, a Hormuzi-szoros és az Ománi-öböl, délkeleten az Arab-tenger és az Indiai-óceán, délen az Ádeni-öböl határolja; nyugaton Afrikától a Báb el-Mandeb és a Vörös-tenger, a Sínai-félszigettől pedig az Akabai-öböl választja el. Az Arab-tábla északi határait az Ázsiával való találkozásánál húzódó hegységek jelzik (Zagrosz, Torosz-hegység), azonban a félsziget esetében nem jelölhető ki éles határ: belesimul a Szíriai-sivatagba.

### Domborzata

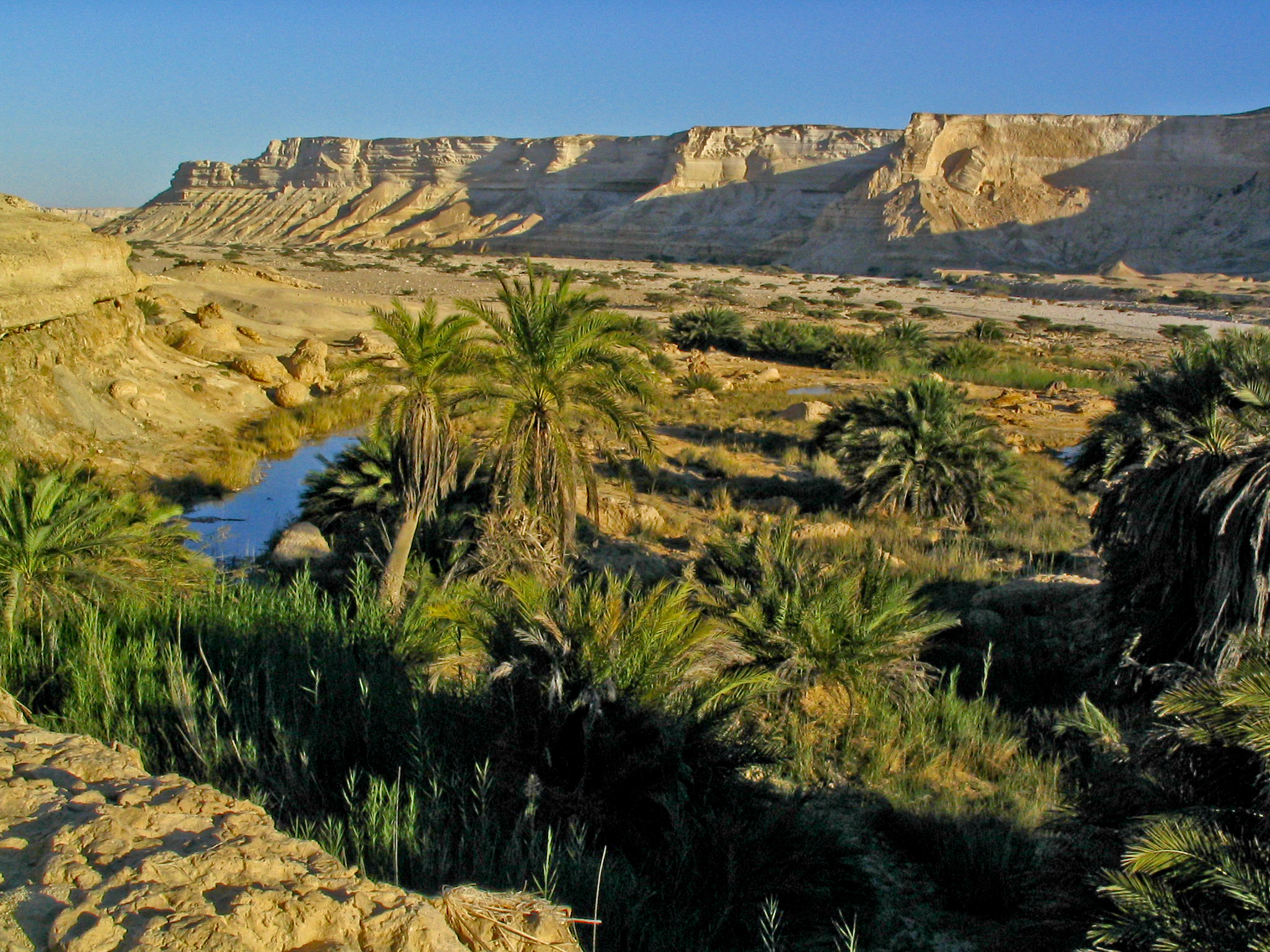
Oázis a sivatagban, a hegyek között (Omán)

A félsziget egész nyugati partvidékén hegyláncok futnak végig (északnyugaton a Hidzsáz, délnyugaton az Aszír-hegység), hasonlóan Jemen déli partvidékéhez és Omán keleti partjaihoz. A hegyek a félsziget nyugati felében egy termékeny völgyekkel szabdalt fennsíkot, a keleti vidékeken viszont sivatagokat (északról délre: a köves Nefúd, Dahná és a homokos Rab-el-Háli) fognak közre. A félsziget legmagasabb pontja az Aszír-hegységben, Jemenben levő Nabí Suajb-hegy (3780 méter).

### Éghajlata, vízrajza
Az Arab-félsziget nagy része forró, sivatagi éghajlatú terület. Ennek megfelelően állandó tavai és folyóvizei alig vannak, legtöbb vize időszakos. Ez kihat a mezőgazdaságra is: a növénytermesztéshez intenzív öntözésre van szükség, különben csak a nomád transzhumáló legeltetésre van lehetőség. A víz a rövid csapadékos időszakokban az egyes völgyekben, szurdokokban (arabul vádi) gyűlik össze.

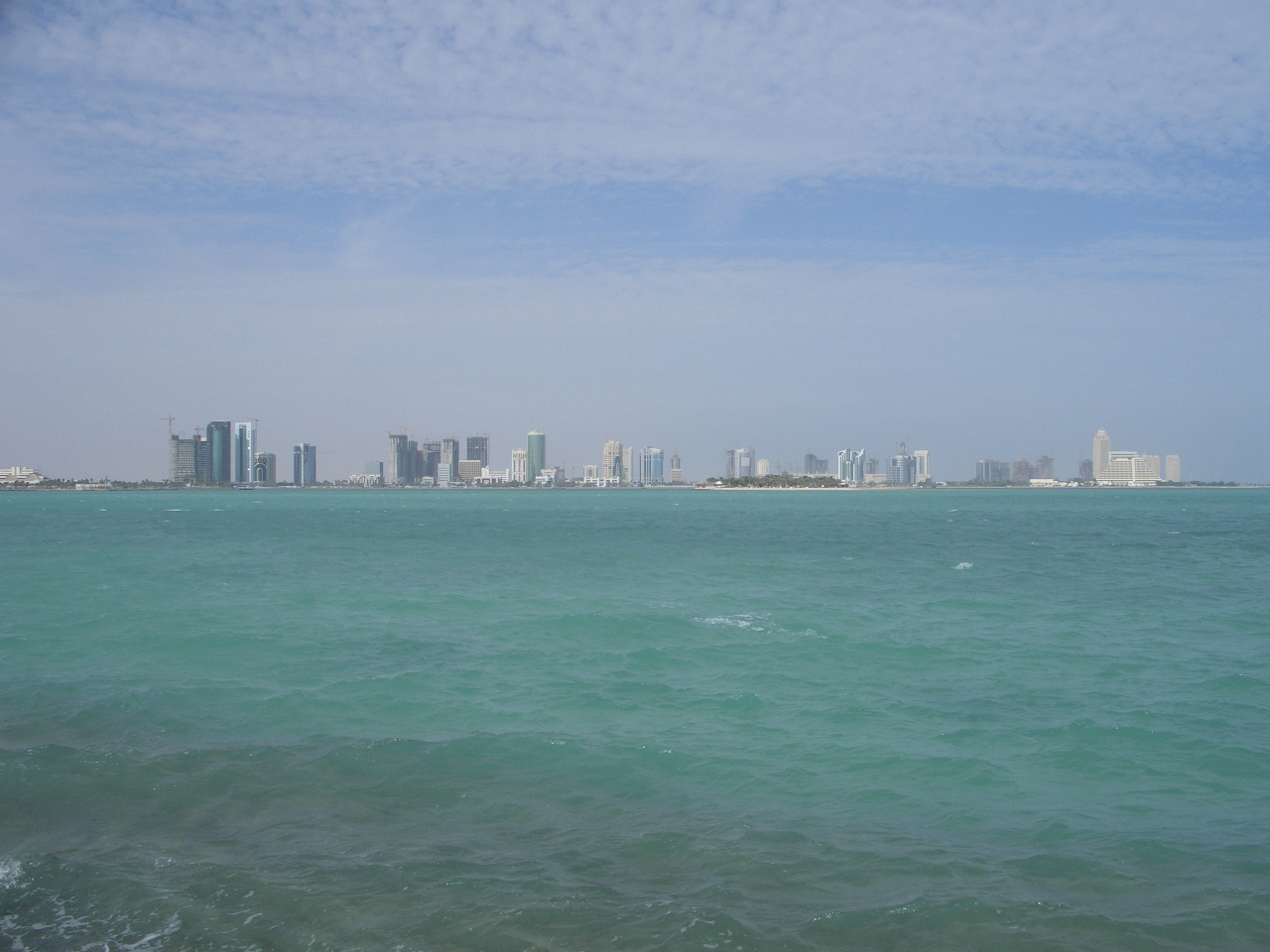
Katar fővárosa, Doha a tengerről

A déli Jemen kivételnek számít, ugyanis éghajlata trópusi monszun. Ennek köszönhetően rendszeresen bőséges csapadék éri, és – bár különféle öntözéses technikákra, teraszos művelésre szükség van – mezőgazdasági termelésre alkalmas. Ománban szintén évezredes múltja van az öntözéses földművelésnek, itt a csatornákat faladzsnak hívják.

### Államai
Legnagyobb kiterjedésű és népességű országa Szaúd-Arábia, mely hatalmas szénhidrogénkincs és az iszlám két legszentebb városa, Mekka és Medina felett rendelkezik. A Perzsa-öböl államai: Omán, az Egyesült Arab Emírségek, Katar félszigete és a közeli Bahrein szigete, hasonlóan a Dél-Mezopotámiába átnyúló Kuvaithoz elsősorban olaj- és gázkitermelésükből élnek, bár egyes helyeken a turizmus is hatalmas bevételeket hoz (főleg az Emírségekben, például Dubajban és Sardzsában, vagy a Formula–1 versenyeiről ismert Bahreinben). A páratlan gazdagságú országok sorából leginkább a szénhidrogénkészletekkel nem rendelkező Jemen lóg ki.

## Népessége

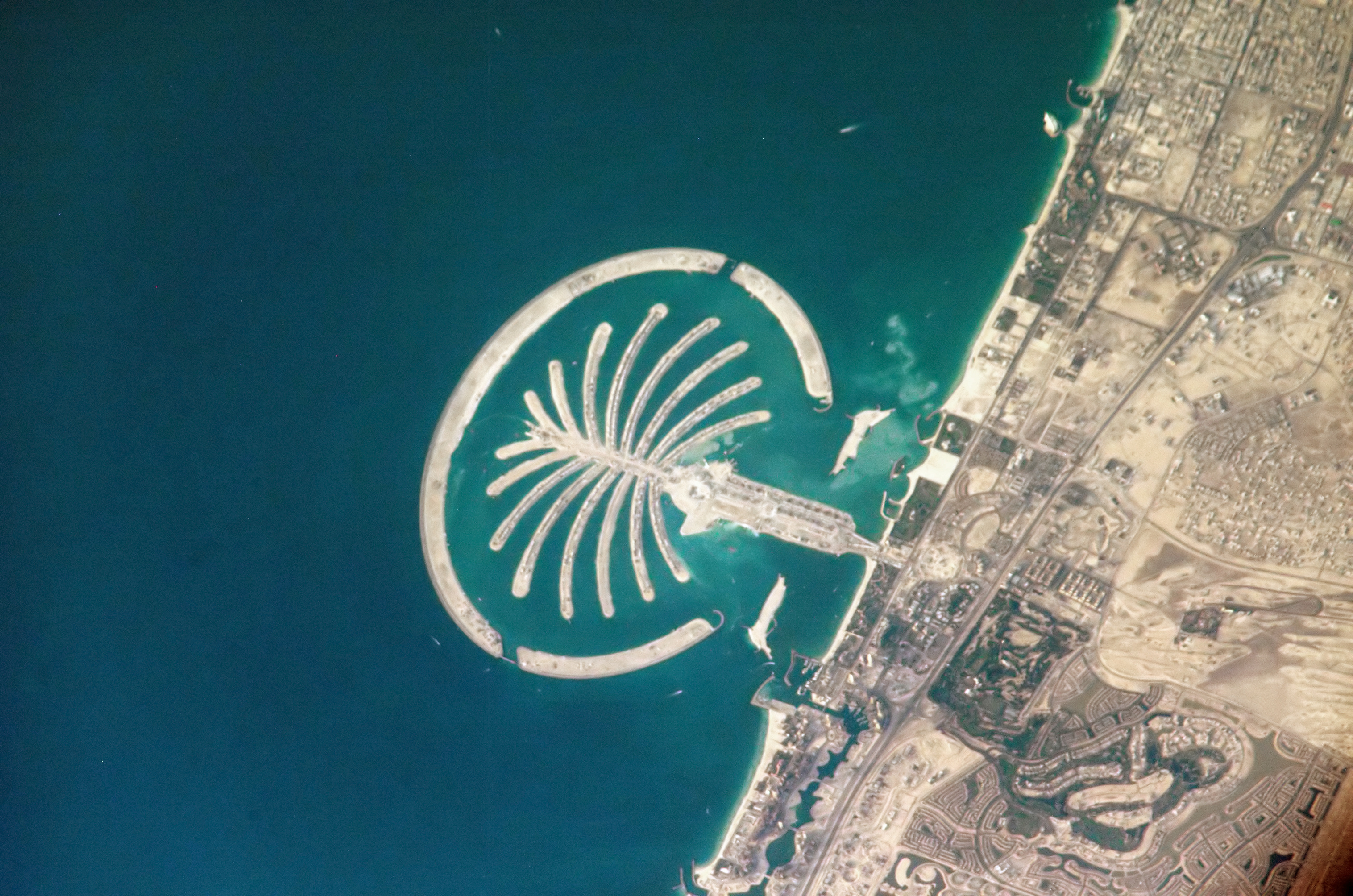
A dzsumejrai Pálma a világ legnagyobb ember-építette szigete (Dubaj)

Az Arab-félszigeten arabok élnek, bár az utóbbi évtizedekben számos vendégmunkás érkezett, elsősorban Pakisztán, India, Indonézia és a Fülöp-szigetek felől. Minden itteni állam az iszlámot követi, bár nem ugyanazon ágakat: többségük szunnita, de a Perzsa-öböl partvidékén jelentős tizenkettes síita kisebbség él (Bahreinben ők vannak többségben), Ománban az ibádita háridzsiták vannak többségben, Jemenben pedig az ötös síiták alkotnak jelentős – üldözött, de korábban domináns – kisebbséget. Szaúd-Arábia államvallása a fundamentalista szunnita vahhábita irányzat. A lakosság nagy része – a hagyományos viszonyok között maradt Jement kivéve – ultramodern metropoliszokban él. Jemen, Omán és Szaúd-Arábia területein kis számú beduin csoportokkal is találkozhatunk, melyek egyes vélekedések szerint a hajdani délarabok örökségét hordozzák.

## Gazdasága
A félsziget államainak zöme a szénhidrogén-kitermelésből él, melyek hatalmas mennyiségben állnak rendelkezésükre. Feltárásuk az 1930-as években kezdődött meg, addig legfeljebb az egyes fontosabb kikötők forgalma és Perzsa-öböl gyöngyhalászata hozott jelentősebb jövedelmeket. Ez utóbbi ágazat az 1930-as években indult hanyatlásnak, amikor sikerült Japánban kikísérletezni a gyöngykagyló-tenyésztést.
A luxusturizmus is komoly bevételt jelent a tengerparti országoknak, elsősorban a nyugat felé nyitott Emírségeknek és Bahreinnek. Jemenben mind a mai napig a mezőgazdaság az uralkodó ágazat, bár Áden korábban rendkívül fontos kikötő volt.

## Története

### A civilizációk peremvidéke

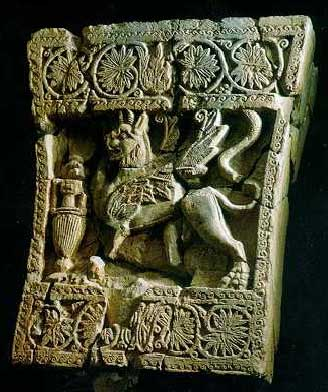
Hadramauti griffábrázolás, 250 k. (Jemen, Nemzeti Múzeum)

Az Arab-félsziget sokáig a civilizáció peremvidékének számított földrajzi viszonyai miatt. Az áttörés a tengerparti vidékeken, elsősorban az Iránhoz és Mezopotámiához közel eső partoknál kezdődött, melyek az Indiai-óceán kereskedelmét kapcsolták a termékeny félhold gazdasági életébe. Tudósok körében általánosan elfogadott, hogy a már Kr. e. 2. évezredi sumer szövegekben emlegetett, fontos kereskedelmi szerepet betöltő Magan a mai Omán területével azonos. A későbbiekben a Perzsa-öböl partvidéke az itteni nagy birodalmak ellenőrzése alá került.

### „Arabia Felix”
Önálló fejlődés a Kr. e. 1. évezredben Jemen területén indult meg. A terület sémi nyelvű népessége remek kikötőivel bekapcsolódhatott az Indiai-óceán kereskedelmébe, amely így kikerülte az iráni birodalmak vámjait, és a gondosan szervezett, az évezred elején háziasított egypúpú tevékre alapozott karavánkereskedelmé a Vörös-tenger partjával párhuzamosan fekvő útvonalon északra vihette termékeit. A közvetítő kereskedelem önmagában is komoly hasznot hajtott, de emellé társult a helyben termelt tömjén által biztosított gazdagság – ezután az észak-déli útvonalat rendszerint tömjénútnak nevezik.
Az összefoglalóan gyakran szábeusnak vagy délarabnak nevezett civilizáció története nem pontosan rekonstruálható, bár írásukat már sikerült megfejteni. A leletanyag azonban csekély, és mivel a gazdag Jemen elszigetelt volt más művelt népektől, ezeknél sem maradtak fenn használható adatok róla. A görögök és rómaiak alig ismerték, mindössze annyit tudtak róla, hogy Arabia Felix, a „Boldog Arábia” dúsgazdag, és hogy innen érkeznek a fűszerek. Egyetlen alkalommal kísérelték meg elfoglalni a rómaiak, Augustus uralkodása elején, de a sivatagi viszonyok miatt Caius Aelius Gallus hadjárata elakadt a kietlen Arabia Deserta területén, és szégyenszemre vissza kellett vonulnia.
Mindenesetre az tudható, hogy legalább négy királyság működött a területen: a hadramauti, máini, a katabáni és legjelentősebb, a szabái (innen a bibliai Sába királynőjének története).

### Dél hanyatlása, északi hatások
Az impozáns építészeti vívmányokat (például a hatalmas maribi gát) maga után hagyó délarabok kora az 1. évezred közepén áldozott le, amikor mindinkább belebonyolódtak a bizánciak, újperzsák és etiópok hatalmi viaskodásba. A 6. században az etióp sereg rövid időre elfoglalta Jement, majd újperzsák vonultak be, és szatrapiává szervezték.
Mindeközben Arábia északabbi részén tevepásztor törzsek, nomádok (beduinok, vagy ekkor még rokon értelmű megnevezéssel: arabok) élték primitív, önfenntartásért vívott harcból álló életüket. Csak a tömjénút mentén és egyes oázisokban alakult ki néhány állandó település (például Mekka, Jaszrib-Medina vagy Táif), melyeket a nomádok rendszerint megtámadtak különféle javakért. Nagy előrelépést jelentett számukra a ló megjelenése, mely komolyabb támadásokat is lehetővé tett. Ez a folyamat a Közel-Kelet egységes ellenőrzésének felbomlásával párhuzamosan ahhoz vezetett, hogy mind több arab jelent meg a szír-mezopotámiai térségben, ahol bekapcsolódtak a nagyhatalmak harcaiba, valamelyest civilizálódva (ld. Gasszánidák és Lahmidák). Ezek a „civilizált” arabok némi hatást gyakoroltak félszigeten maradt rokonaikra, általuk terjedtek el egyes monoteista vallások a félszigeten.

### Az iszlám kora
Amikor az etiópokkal folytatott küzdelemben Jemen befolyását vesztette a tömjénútra, a 6. század végén annak ellenőrzését egy nagyobb hidzsázi város, Mekka vette át. A meggazdagodás társadalmi következményeinek nagy szerepe volt Mohamed próféta fellépésében és az iszlám kialakulásában a 7. század első felében. Mohamed hódításaival nagyjából egyesítette a területet, ezt követően az Arab-félsziget vált a kalifátus hódításainak magterületévé, Medina pedig a székvárosává. Mivel azonban a megszerzett tartományok sokkal nagyobb katonai és gazdasági súlyt képviseltek, már negyedik utódja, Ali kalifa áttette székhelyét Irakba, nem egész harminc évvel Mohamed halála után. Medina maradt a félsziget kormányzóságának (emírség) a központja, Mekka pedig főként a zarándoklat miatt őrizte meg jelentőségét, illetve az elkövetkező évszázadokban jelentős vallás- és jogtudományi központtá alakult.

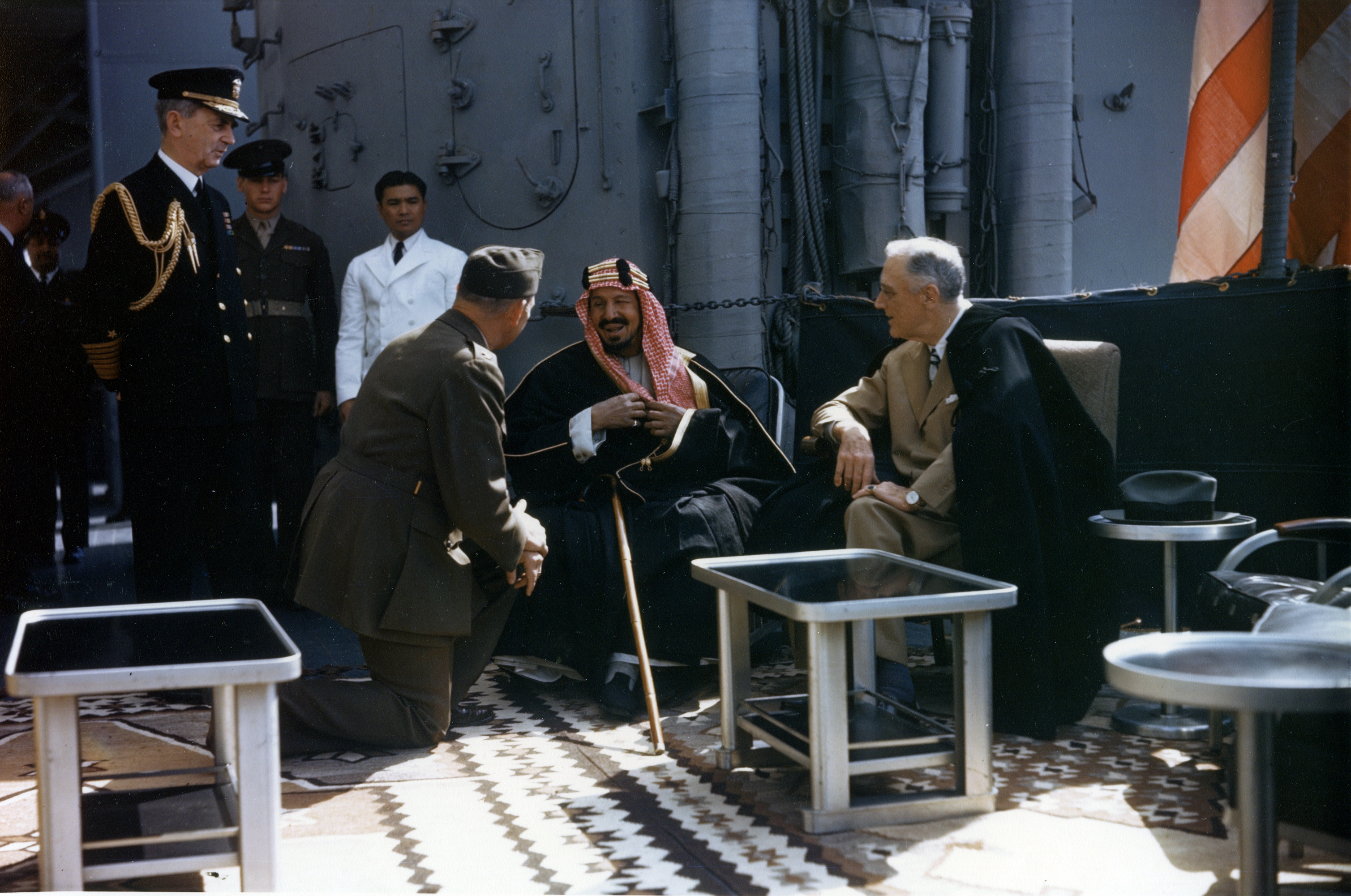
Ibn Szaúd, Szaúd-Arábia megalapítója Franklin D. Roosevelt amerikai elnök társaságában (1945)

A későbbiekben a síiták egy mérsékelt ága, az ötös Jemenben telepedett meg, a háridzsiták ibádita csoportja pedig Ománban alakított imámátust. A 10. század elején Bahrein volt a harcias iszmáilita sía központja. A szent városok ellenőrzését a 13. századtól az egyiptomi Mamlúk Birodalom, majd a 16. századtól az Oszmán Birodalom látta el; ez utóbbi Jemenben is megvetette a lábát. A Perzsa-öböl partvidékén ugyanekkor jelentek meg az európai hatalmak: először Portugália, majd Nagy-Britannia. A 17–18. században a keleti partok többször gazdát cseréltek a portugálok, törökök és perzsák közt, végül a britek szereztek döntő befolyást az akkor zömmel kalózkodásból élő terület felett.

### Modern idők
A mai államok kialakulására a 20. században került sor: az Oszmán Birodalom felbomlását több arab előkelőség, többek között a Szaúd-dinasztia alapítója és a mekkai nagyserif is saját birodalom kiépítésére akarta felhasználni. Végül Ibn Szaúd elképzelései valósultak meg: Szaúd-Arábia szerezte meg a félsziget nagy részét, a nagyserif utódai pedig Jordániával és Irakkal kellett, hogy beérjék. Kisebb, addig részben független emírségekből szerveződött meg brit protektorátus alatt Kuvait, Bahrein és az Egyesült Arab Emírségek, Omán pedig 1971-ben függetlenedett. Jemen északi része 1918-ban szakadt el a törököktől, míg a déli része brit birtok és védnökségi terület volt. Észak-Jemen 1962-ben lett köztársaság, Dél-Jemen pedig 1967-ben függetlenedett. A két állam hosszas belharcok után 1990-ben egyesült.

## A félsziget országai

Az Arab-félsziget definíciója

A félszigeten elhelyezkedő országok

- Bahrein
- Irak egyes részei
- Jordánia egyes részei
- Kuvait
- Omán
- Katar
- Szaúd-Arábia
- Egyesült Arab Emírségek
- Jemen